# 劇団山の手事情社
劇団山の手事情社（げきだんやまのてじじょうしゃ）は、日本の劇団。主宰は安田雅弘。

## 概要
東京都大田区池上に専用のアトリエをもつ。
1984年に早稲田大学の演劇研究会を母体に結成された。以来、一貫して実験的な舞台を通して現代演劇のあるべき姿を模索している。当初から台本に依存せず、俳優のアイデアをもとにシーンを立ちあげて構成する舞台作りを行なう。その蓄積を体系化した独自の俳優養成方法《山の手メソッド》を利用したワークショップは、日本各地やヨーロッパで幅広く行なわれている。
1990年代後半からは、戯曲を用いつつリアリズムをどう乗り越えるかという課題に取り組み、《四畳半》と呼ばれる新たな様式的演技スタイルを確立。ギリシア悲劇やシェイクスピア、近松門左衛門など古今東西のテキストを上演している。

## 主な海外公演
- 道成寺
  - 大韓民国 - 2004年
  - モルドバ・ルーマニア - 2013年
- タイタス・アンドロニカス
  - スイス・ドイツ - 2005年
  - ルーマニア - 2009年
- オイディプス＠Tokyo（ポーランド） - 2005年
- ひかりごけ（大韓民国） - 2006年
- オイディプス王（ルーマニア・ハンガリー） - 2010年
- 傾城反魂香（ルーマニア） - 2011年
- テンペスト（ルクセンブルク・ルーマニア） - 2018年

## 過去に所属していたメンバー
- 池田成志
- 清水宏
- 野口卓磨